# Nioboixiolita-(◻)
La nioboixiolita-(◻) és un mineral de la classe dels òxids que pertany al grup de la ixiolita.

## Característiques
La nioboixiolita-(◻) és un òxid de fórmula química (Nb0.8◻0.2)4+O₂. Va ser aprovada com a espècie vàlida per l'Associació Mineralògica Internacional l'any 2022, i va ser publicada a la revista internacional Minerals per Yike Li et al. en el mes de gener de 2025 amb el títol «Nioboixiolite-(□),(Nb0.8◻0.2)4+O₂, a New Mineral Species from the Bayan Obo World-Class REE-Fe-Nb Deposit, Inner Mongolia, China». Cristal·litza en el sistema ortoròmbic.
L'exemplar que va servir per a determinar l'espècie, el que es coneix com a material tipus, es troba conservat a la col·lecció mineralògica del Museu Geològic de la Xina, a Beijing (República Popular de la Xina), amb el número de catàleg m16118.

## Formació i jaciments
Va ser descoberta al dipòsit de Bayan Obo, situat ql districte miner de Bayan Obo, a la localitat de Baotou (Mongòlia Interior, República Popular de la Xina). Aquest indret és l'únic a tot el planeta on ha estat descrita aquesta espècie mineral.